# アンバサダー (ディズニー)
アンバサダー（Ambassador）とは、世界各国にあるディズニーパークで、キャストから選出される親善大使のことである。

## 経緯
1965年に、アメリカ・カリフォルニア州の「ディズニーランド」で初めてアンバサダーが誕生した。当時のウォルト・ディズニーは多忙の日々を極めていたため、ウォルトの名代として公式行事に出席したり、講演で「ディズニーランド」を紹介したり、「ディズニーランド」を訪れる特別なゲスト（来園客）を案内したりする役割を務める人物が必要となった。そこで彼は、「ディズニーランド」のキャスト（従業員）の中から適格な人物を選び、その活動を委ねたのであった。
以来50年以上経った現在でも、世界各国のディズニーパークで、キャストの中からアンバサダーが選ばれ、多方面にわたる活動を通して、世界中の人々にディズニーの夢を届けている。

## 日本でのアンバサダー
東京ディズニーリゾート(TDR)では、東京ディズニーランド、東京ディズニーシーをはじめとするTDR全体を代表するアンバサダーとして「東京ディズニーリゾート・アンバサダー」を選んでいる。毎年1月1日から12月31日までの1年間、TDRのキャストを代表する親善大使として活動している。毎年新年の1月1日には、東京ディズニーランドのショーベース、東京ディズニーシーのウォーターフロントパークにて就任式が行われる。以前は同リゾートを経営・運営するオリエンタルランド(OLC)の従業員（正社員・契約社員・準社員の種別は問わない。契約社員・準社員が就任した場合は在任期間中、特別な雇用契約を結ぶ）である必要があったが、現在はOLCが分社化されたため、OLCグループ各社に所属するキャストが対象となっている。
なお、2008年は、東京ディズニーランドが開園25周年を迎えるという節目の年であり、東京ディズニーリゾート25thアニバーサリーが開催されることから、日本では初の「チーム制（2名）」となった。
2015年からは、それまで1年制だった任期が2年制へと変更された。
2024年-2025年は、2人となった。

### 選出方法
6月から7月の期間に応募を受け付け、候補者を絞り込み（面接・論文）、9月もしくは10月に行われる「アンバサダー候補者発表セレモニー」で最終候補者が決定する。最終候補者は、現在の配属部署からOLCのアンバサダー担当部署に異動した上で、3か月間に渡る国内・海外での研修を受けた後、翌年1月1日に行われる就任式で、正式に徽章「アンバサダー・ピン」が引き継がれる。ちなみに、この就任式では、前任のアンバサダーは和服を、新任のアンバサダーはアンバサダーのコスチュームを、それぞれ着用して臨むのが慣例となっている。
募集告知では「自薦他薦・性別不問」とされているが、海外のパークで多くの男性アンバサダーが誕生しているのに対し、過去選出されたアンバサダー全員が女性である。また海外のディズニーパークが以前から「複数アンバサダーによるチーム制」を導入しているのに対し、日本は2008年に最初で最後のチーム制になった。

### 主な活動内容
テレビ・ラジオへの出演などによる東京ディズニーリゾートの紹介（広報活動）、児童福祉施設や病院の訪問（福祉活動）、表敬訪問・地域活動への参加・東京ディズニーリゾートを訪れる内外要人の案内（親善活動）、キャスト向けに行われるイベントでの司会やプレゼンターとしての参加（キャスト・コミュニケーション活動）があげられる。

### 歴代のアンバサダー
1983年から1999年までは「東京ディズニーランド・アンバサダー」、2000年からは「東京ディズニーリゾート・アンバサダー」。氏名は就任当時、所属部署は応募時のもの、敬称略。なお、歴代のアンバサダーの写真（就任当時）は、OLC本社内に整然と飾られている他、バックステージ内にあるキャストの福利厚生施設「キャスト・アクティビティーズ・センター」でも見る事が出来る。
| 担当年         | 氏名       | ふりがな          | 所属部署（候補選出時）                                           |
| -------------- | ---------- | ----------------- | ---------------------------------------------------------------- |
| 1983年         | 寺崎八重子 | てらさき やえこ   | 一般公募による採用（東亜国内航空・客室乗務員）                   |
| 1984年         | 萩原留美   | はぎはら るみ     |                                                                  |
| 1985年         | 田村淳子   | たむら じゅんこ   |                                                                  |
| 1986年         | 五十嵐弘子 | いがらし ひろこ   |                                                                  |
| 1987年         | 古山節子   | ふるやま せつこ   |                                                                  |
| 1988年         | 田中美和子 | たなか みわこ     |                                                                  |
| 1989年         | 似鳥千夏   | にとり ちか       |                                                                  |
| 1990年         | 湧川桂子   | わくがわ けいこ   |                                                                  |
| 1991年         | 中村文理   | なかむら あやり   |                                                                  |
| 1992年         | 加子美千代 | かこ みちよ       |                                                                  |
| 1993年         | 厚地恭子   | あつち きょうこ   | 東京ディズニーランド・シンデレラ城ミステリーツアー               |
| 1994年         | 梅香緒里   | うめ かおり       | オリエンタルランド・運営本部運営管理部セミナー事業グループ       |
| 1995年         | 板倉しずか | いたくら しずか   | オリエンタルランド・運営部                                       |
| 1996年         | 斎藤朋子   | さいとう ともこ   |                                                                  |
| 1997年         | 佐藤道子   | さとう みちこ     | 東京ディズニーランド・ワークルームキャスト                       |
| 1998年         | 髙坂麻紀   | こうさか まき     | 東京ディズニーランド・カストーディアル                           |
| 1999年         | 大藤良子   | おおふじ りょうこ | 東京ディズニーランド・セキュリティーオフィサー                   |
| 2000年         | 日比谷麻子 | ひびや あさこ     | オリエンタルランド・運営部                                       |
| 2001年         | 四柳聡子   | しやなぎ さとこ   | 東京ディズニーランド・ビッグサンダー・マウンテン                 |
| 2002年         | 浦野彩     | うらの あや       | 東京ディズニーランド・白雪姫と七人のこびと                       |
| 2003年         | 緒方志乃   | おがた しの       | オリエンタルランド・営業推進部                                   |
| 2004年         | 犬塚陽子   | いぬつか ようこ   | 東京ディズニーランド・れすとらん北齋                             |
| 2005年         | 西川智子   | にしかわ ともこ   | 東京ディズニーシー・ホテルミラコスタ・ベルキャスト               |
| 2006年         | 杉山尚子   | すぎやま なおこ   | 東京ディズニーランド・パークインフォメーションボード             |
| 2007年         | 羽鳥真理香 | はとり まりか     | ミリアルリゾートホテルズ・総務部                                 |
| 2008年         | 西沢麻美   | にしざわ あさみ   | ミリアルリゾートホテルズ・アンバサダー総支配人室                 |
| 2008年         | 小川りさ   | おがわ りさ       | オリエンタルランド・リゾート運営部（インフォメーションセンター） |
| 2009年         | 岡本真希子 | おかもと まきこ   | 東京ディズニーシー・カストーディアル                             |
| 2010年         | 大宮佑奈   | おおみや ゆうな   | 東京ディズニーシー・アトラクションキャスト                       |
| 2011年         | 馬場智子   | ばば ともこ       | 東京ディズニーシー・ガイドツアーキャスト                         |
| 2012年         | 横田恵理子 | よこた えりこ     | オリエンタルランド・営業第2部                                    |
| 2013年         | 永井綾香   | ながい あやか     | 東京ディズニーシー・ホテルミラコスタ                             |
| 2014年         | 安間由香里 | やすま ゆかり     | 東京ディズニーランド・イッツ・ア・スモールワールド               |
| 2015年-2016年  | 今枝李衣奈 | いまえだ りいな   | ミリアルリゾートホテルズ・ランドホテル宿泊部                     |
| 2017年-2018年  | 福本望     | ふくもと のぞみ   | 東京ディズニーシー・ホテルミラコスタ                             |
| 2019年-2021年  | 野口歩美   | のぐち あゆみ     | オリエンタルランド・ショー運営部                                 |
| 2022年-2023年  | 小笠原美果 | おがさわら みか   | ミリアルリゾートホテルズ・ランドホテル宿泊部                     |
| 2024年- 2025年 | 柴田大輔   | しばた だいすけ   | ミリアルリゾートホテルズ ミラコスタ宿泊部                        |
| 2024年- 2025年 | 味方和     | みかた のどか     | オリエンタルランド アトラクション運営部                          |